# Gora Pobedy
Gora Pobedy är ett berg i Antarktis. Det ligger i Östantarktis. Australien gör anspråk på området. Toppen på Gora Pobedy är 1 317 meter över havet.
Terrängen runt Gora Pobedy är platt åt sydost, men åt nordväst är den kuperad. Trakten är obefolkad. Det finns inga samhällen i närheten.